# Li Jiawei
Li Jiawei, född 9 augusti 1981 i Kina, är en singaporiansk bordtennisspelare som tog OS-silver i damlagstävlingen i Peking år 2008 tillsammans med Feng Tianwei och Wang Yuegu. Detta var för övrigt Singapores första olympiska medalj sedan ett tyngdlyftningssilver vid olympiska sommarspelen 1960. Hon slutade på fjärde plats i singelturneringarna i både olympiska sommarspelen 2004 och 2008,

## Meriter

### Olympiska meriter

#### Olympiska sommarspelen 2008
| Idrottare | Gren   | Grundomgång          | Omgång 1             | Omgång 2             | Omgång 3                                   | Omgång 4                                                     | Kvartsfinal                                       | Semifinal                                       | Final                                               |
| Idrottare | Gren   | Motståndare Resultat | Motståndare Resultat | Motståndare Resultat | Motståndare Resultat                       | Motståndare Resultat                                         | Motståndare Resultat                              | Motståndare Resultat                            | Motståndare Resultat                                |
| --------- | ------ | -------------------- | -------------------- | -------------------- | ------------------------------------------ | ------------------------------------------------------------ | ------------------------------------------------- | ----------------------------------------------- | --------------------------------------------------- |
| Li Jiawei | Singel |                      |                      |                      | Boroš (CRO) W 11-8, 11-7, 7-11, 11-6, 11-5 | (10) Lin (HKG) W 4-11, 14-12, 10-12, 11-8, 5-11, 11-9, 13-11 | (14) Wang (USA) W 15-13, 11-6, 12-10, 13-15, 11-4 | (1) Zhang (CHN) L 11-9, 8-11, 10-12, 8-11, 5-11 | (2) Guo (CHN) L 6-11, 12-14, 11-9, 11-7, 3-11, 4-11 |